# Reformierte Kirchen in den Niederlanden (befreit)
Die Reformierten Kirchen in den Niederlanden (befreit) (niederländisch: Gereformeerde Kerken in Nederland (vrijgemaakt)) waren eine niederländische, calvinistisch-protestantische Kirchengemeinschaft, die 1944 nach der sogenannten „Befreiung“ (vrijmaking) aus den ehemaligen Reformierten Kirchen in den Niederlanden (Gereformeerde Kerken in Nederland) entstand. Den maßgeblichen Anstoß gab der Theologe und Widerstandskämpfer Klaas Schilder (1890–1952), dessen Aufruf Acte van vrijmaking of wederkeer (Urkunde der Befreiung und der Wiederkehr) am 11. August 1944 in der evangelisch-lutherischen Burgwalkerk in Den Haag verlesen wurde.
Anfang 2017 gab es 270 örtlichen Gemeinden mit insgesamt 118.406 Mitgliedern. Sie war damit die zweitgrößte reformierte Kirche der Niederlande, nach der Protestantischen Kirche in den Niederlanden.
Die Kirche fusionierte am 1. Mai 2023 mit den Nederlands Gereformeerde Kerken (ab 1967) zu den Nederlandse Gereformeerde Kerken (NGK).

## Bezeichnung der Kirche
Nach der „Befreiung“ bestand die neu entstandene Kirche darauf, den alten Namen Gereformeerde Kerken in Nederland weiterzuführen. Aus praktischen Gründen war es aber notwendig, sich von der Mutterkirche zu unterscheiden, sodass inoffiziell das Wort „vrijgemaakt“ hinzugefügt wurde. Die alten Gereformeerde Kerken wurden von den „Befreiten“ als „synodale Kirche“ bezeichnet, womit auf die weitere Bindung an die von den „Befreiten“ abgelehnte synodale Gewalt angespielt wurde. Eine ältere, alternative Bezeichnung für die „Befreiten“ war „Reformierte Kirchen (mit Beibehaltung von Artikel 31)“ oder einfacher „Artikel-31-Kirche“. Auch nach der Aufnahme der „synodalen“ reformierten Kirche in die 2004 neu gegründete Protestantische Kirche der Niederlande führten die „Befreiten“ noch weiter die Bezeichnung „vrijgemaakt“.

## Organisation und Verwaltung
Die Reformierten Kirchen (befreit) waren presbyterianisch angelegt, d. h., die höchste Gewalt lag immer bei den einzelnen örtlichen Gemeinden. Diese Gemeinden wurden von einem Kirchenvorstand (oder Kirchenrat, Presbyterium) verwaltet, der sich aus dem Pfarrer (dominee) und den Kirchenältesten zusammensetzte. Die Gemeinden hatten auch Diakone, die dem Kirchenvorstand in eher praktischen Angelegenheiten zur Seite standen. Kirchenälteste und Diakone wurden von den Mitgliedern für beschränkte Amtszeiten gewählt.
Landesweit waren die Reformierten Kirchen (befreit) auf drei Ebenen organisiert: Eine Gruppe von örtlichen Gemeinden war zusammen in einer Classis organisiert. Gegen Entscheidungen der örtlichen Gemeinden konnte bei der Classis Berufung eingelegt werden. Verschiedene Classes bildeten zusammen eine regionale Synode. Das höchste Organ war die Nationale oder Generale Synode, die jedes dritte Jahr zusammenkam.
Die Reformierten Kirchen (befreit) hatten ihr eigenes Seminar, die Theologische Universität in Kampen (Broederweg).

## Lehre und Glaubenspraxis
Die Reformierten Kirchen (befreit) waren eine orthodoxe neocalvinistische, protestantische Kirchengemeinschaft. Sie hielt sich an die Lehre von der Unfehlbarkeit der Bibel, das Nizänische Glaubensbekenntnis (eigentlich Nicäno-Konstantinopolitanum), das Apostolische Glaubensbekenntnis, das Athanasische Glaubensbekenntnis sowie die sogenannten „drei Formulare der Einigkeit“, d. h. den Heidelberger Katechismus, das Niederländische Glaubensbekenntnis (auch als Confessio Belgica bekannt) und die Lehrregeln von Dordrecht.

## Zusammenarbeit
Es bestand eine Zusammenarbeit mit zwei anderen orthodox-reformierten Kirchen, den Christlichen reformierten Kirchen (Christelijke Gereformeerde Kerken, CGK) und den Niederländisch-Reformierten Kirchen (Nederlands Gereformeerde Kerken, NGK; nicht zu verwechseln mit der Niederländisch-reformierten Kirche oder Nederlandse Hervormde Kerk, NHK). International stand die Kirche u. a. mit den Evangelisch-reformierten Kirchen Westminster Bekenntnisses der Schweiz (ERKWB) in Kontakt.